# Provdocka

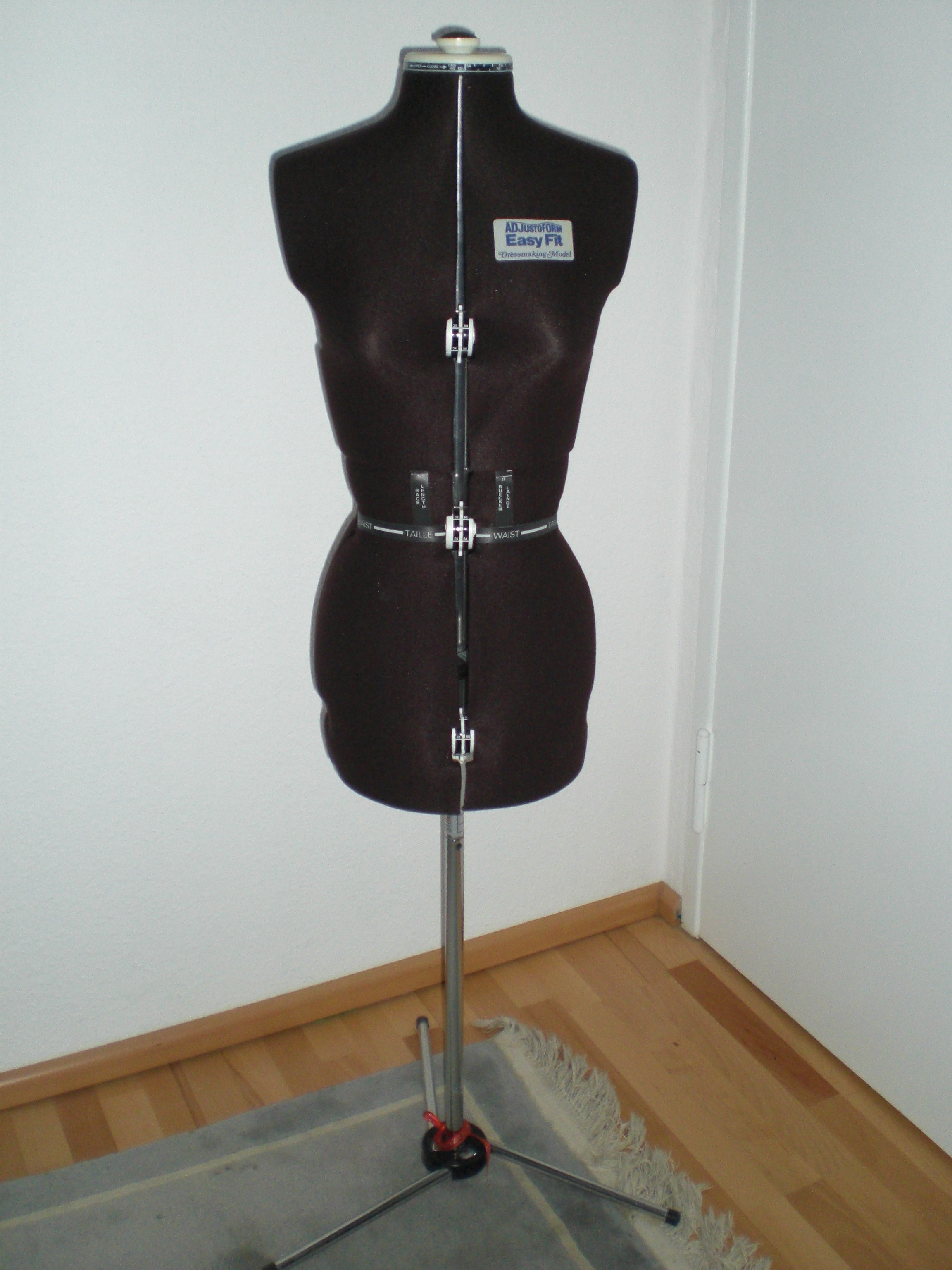
Justerbar provdocka

Provdockan är en i naturlig storlek specialgjord docka som användas vid sömnad och modifiering av kläder. Vanligtvis består dockan av endast bålen och står upprätt på ett stativ. Ofta kan storleken justeras så att den passar den person man syr kläderna åt.
Man klär dockan i plagget man arbetar med och kan således se hur det passar personen man syr kläderna åt utan att denne behöver vara närvarande.
Definition i Svenska Akademiens Ordbok: "Docka i kroppsstorlek, använd att därpå prova och tillpassa klädesplagg."
I äldre tid kunde begreppet avse en modedocka.